# Языковая академия Валенсии
Языковая академия Валенсии (вал. Acadèmia Valenciana de la Llengua, сокращённо AVL) — официальное научное учреждение в подчинении Женералитата (правительства) Автономного сообщества Валенсия, главной целью которой является выработка нормативов валенсийского языка (диалекта) на основе так наз. кастельонских нормкат..

## Краткие сведения
Академия была учреждена указом от 16 сентября 1998 г. Женералитата Валенсии № 7/1998 и постановлением Совета Валенсии по вопросам культуры от 13 июля 1998 г.
Расположена в здании средневекового монастыря Сан-Мигель-де-лос-Рейес, в этом же помещении находится и Валенсийская библиотека.
Решения Языковой академии Валенсии являются обязательными к исполнению всеми учреждениями правительства Валенсии, органами власти на местах, образовательными учреждениями, СМИ, предприятиями и т. п.
Языковая академия Валенсии определяет валенсийский язык «собственным и историческим языком Автономного сообщества Валенсия» (кат. idioma històric i propi de la Comunitat Valenciana), который является частью языковой общности территорий бывшего Арагонского королевства, причем эта языковая общность в Испании определяется уставами соответствующих автономий. Таким образом признаётся, что валенсийский язык является частью того языка, на котором говорят в Каталонии и на Балеарских островах, то есть является частью каталанского языка.
Согласно решениям Академии от 25 марта и 20 мая 2002 г. нормы валенсийского языка базируются на разработках Межуниверситетского института валенсийской филологии (кат. Institut Interuniversitari de Filologia Valenciana, сокращённо IIFV), а следовательно, на нормативах Института изучения Каталонии.

## Задачи
Основные задачи Языковой академии Валенсии:
- Определение норм валенсийского языка,
- Утверждение официальной топонимики Автономного сообщества Валенсия,
- Защита официального названия валенсийского языка,
- Контроль над использованием языка в СМИ,
- Представление ежегодного отчёта Парламенту и Совету правительства Валенсии

Языковая академия Валенсии объединяет 21 учёного со статусом «академик», которые в числе прочих обязанностей должны поддерживать политическое решение называть каталанский язык в Автономном сообществе Валенсия «валенсийским языком». Раз в пять лет треть состава академии обновляется.
Коллективными руководящими органами Академии являются пленарное заседание (кат. Ple de l'AVL) и Управляющий совет Академии (кат. Junta de Govern), также существует индивидуальная должность президента Академии

## Знаковые решения
В декабре 2003 г. Академия постановила, что название «валенсийский язык» является традиционным, историческим, юридическим и конституционным названием в Автономном сообществе Валенсия, однако это название не должно входить в противоречие и не является единственно возможным относительно других названий этого языка (то есть косвенным образом подтверждается, что речь валенсийцев может называться «каталанским языком»). Отдельно подчёркивается, что дискуссии относительно названия языка валенсийцев не должны вредить развитию самого языка и не должны разделять говорящих по политическим предпочтениям.
9 февраля 2005 г. Языковая академия Валенсии объявила, что речь валенсийцев является тем же языком, что и речь Каталонии и на Балеарских островов, что эта речь является полицентричной, следовательно нормы Академии являются одними из возможных норм данного языка, наряду с нормами Института изучения Каталонии и Академии балеарского языка. Предложение назвать язык «валенсийским/каталанским» (кат. valencià/català) было снято с голосования из-за сопротивления меньшинства академиков.
В 2006 г. Языковая академия Валенсии издала «Нормативную грамматику валенсийского языка» (кат. Gramàtica Normativa Valenciana) и «Орфографический словарь и словарь произношений валенсийского языка» (кат. Diccionari Ortogràfic i de Pronunciació del Valencià). Хотя в этих академических трудах использовались кастельонские нормыкат. (очень близкие к стандарту Каталонии и Балеарских островов), а не нормы Пучкат., в качестве нормативных для некоторых слов были предложены всё же региональные варианты, а не варианты, принятые Институтом изучения Каталонии (este / eixe — «этот», и только во вторую очередь aquest / aqueix; dos — «два / две» как для мужского, так и женского родов — нормы IEC используют соответственно dos для мужского рода и dues для женского; mentres — «в то же время», в меньшей степени нормативное mentre; bellea, pobrea, riquea вместо нормативных bellesa, pobresa, riquesa; суффикс -iste/-ista для мужского и женского рода — в норме IEC употребляется только -iste, а также большое количество слов, которые считаются ненормативными в словарях нормы IEC). Это дало основания обвинить Академию в стремлении «способствовать измельчению [каталанского] языка» (кат. promoure la disgregació de la llengua)